# باول غيدز
باول غيدز (بالإنجليزية: Paul Geddes)‏ هو لاعب كرة قدم بريطاني، ولد في 19 أبريل 1961 في بيزلي في المملكة المتحدة. لعب مع ليستر سيتي ونادي هيبرنيان ونادي ويمبلدون.